# 在メダン日本国総領事館
在メダン日本国総領事館（インドネシア語: Konsulat Jenderal Jepang di Medan、英語: Consulate-General of Japan in Medan）は、インドネシアのスマトラ島最大の都市メダンに設置されている日本の総領事館である。

## 沿革
- 1928年3月26日、オランダ領東インド（現・インドネシア）のメダンに在メダン日本帝国領事館が開設される[1]。
- 1941年12月8日、大日本帝国が英領マレー（現・マレーシア西部）のマレー半島に上陸を開始すると共にアメリカ合衆国のハワイを奇襲して、米英両国に宣戦布告する[2]。
- 1941年12月8日、オランダが大日本帝国に対して宣戦布告し[3]、オランダ領東インドの在メダン日本帝国領事館、在バタヴィア日本帝国領事館、在スラバヤ日本帝国領事館を一斉に閉鎖する[1]。
- 1942年3月9日、オランダ領東インド政府が大日本帝国に降伏し、現在のインドネシアに相当する地域で日本による統治が開始される[4]。
- 1945年8月14日、対米戦線と対ソ戦線で度重なる連敗を喫した大日本帝国が一度は黙殺していたポツダム宣言を受諾し、連合国に対して降伏の意志を表明する[5]。
- 1945年8月15日、日本時間の正午に終戦の詔書がラジオで流され[5]、日本による元オランダ領東インドの統治が放棄されることが周知される。
- 1945年8月17日、インドネシア人の独立派スカルノおよびモハマッド・ハッタ両名による独立宣言が表明されるが、元宗主国のオランダは独立を承認せず武力行使を決意する[6]。
- 1949年12月27日、4年以上にわたるインドネシア独立戦争を経て、オランダがオランダ領東インドの放棄を受諾してインドネシアの独立を承認する[7]。
- 1952年4月28日、サンフランシスコ平和条約の発効により日本国が独立する[8]。
- 1958年4月15日、日本国とインドネシア共和国との平和条約及び日本国とインドネシア共和国との間の賠償協定が発効し、日本とインドネシアの国交が樹立される[9][10]。
- 1960年12月15日、在メダン日本国領事館が再開される[1]。
- 1979年、メダンの領事館が在メダン日本国総領事館に昇格する[11]。

## 所在地
Sinar Mas Land Plaza (Wisma BII), 5th Floor, Jl. P. Diponegoro No.18, Medan, North Sumatra

## 管轄地域
アチェ州、北スマトラ州、西スマトラ州、リアウ州、ジャンビ州及びリアウ諸島州を管轄。